# HSG Nordhorn-Lingen
La HSG Nordhorn-Lingen è una squadra di pallamano tedesca avente sede a Nordhorn.

## Storia
Nel 2007 2008 vince la EHF CUP la seconda competizione europea.